# Babiana bainesii
Babiana bainesii är en irisväxtart som beskrevs av John Gilbert Baker. Babiana bainesii ingår i släktet Babiana och familjen irisväxter. Inga underarter finns listade i Catalogue of Life.